# Glottidia audebarti
Glottidia audebarti är en armfotingsart som först beskrevs av William John Broderip 1835.  Glottidia audebarti ingår i släktet Glottidia och familjen Lingulidae. Inga underarter finns listade i Catalogue of Life.